# انبساط‌سنج

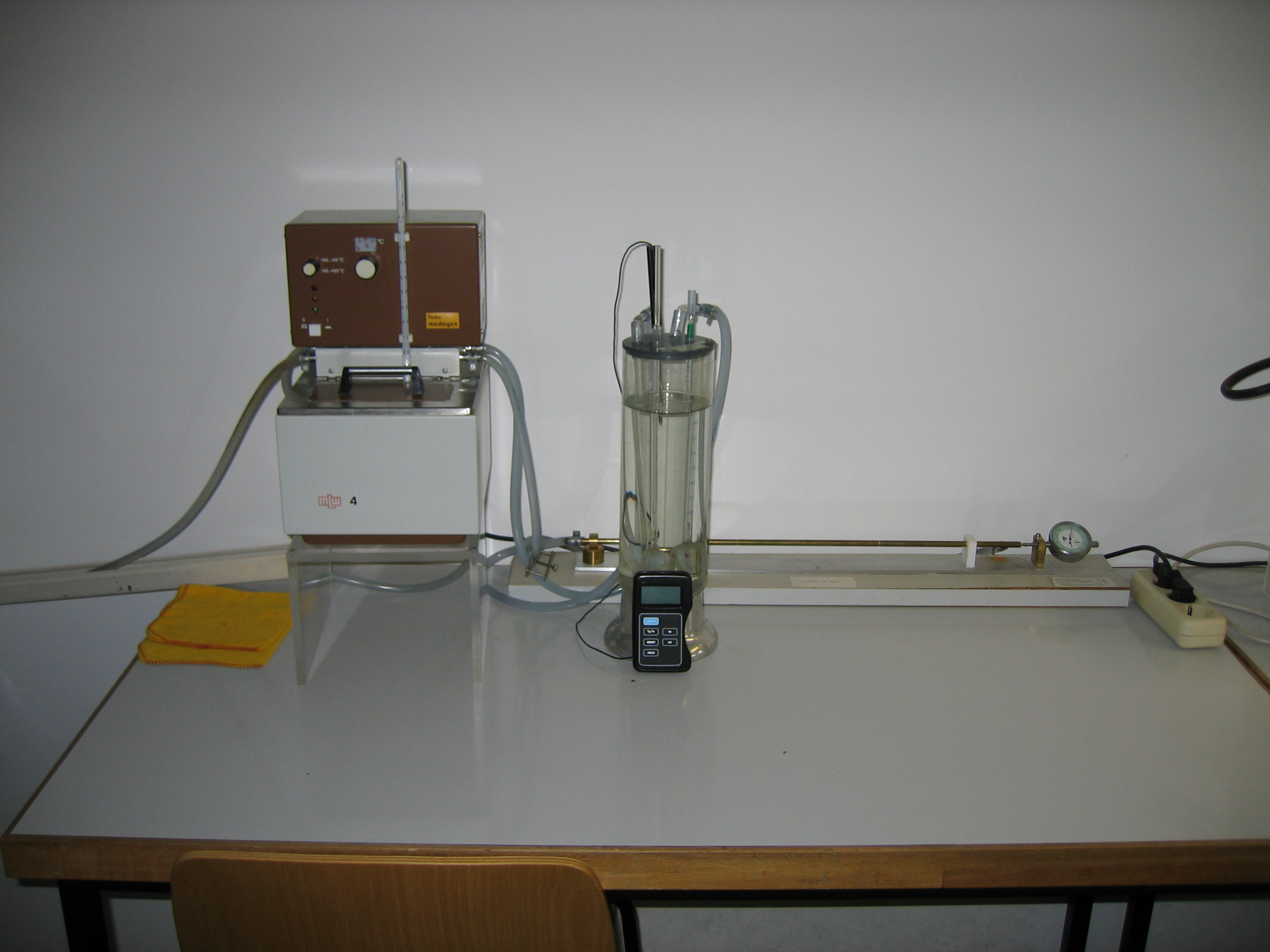
یک انبساط‌سنج ساده برای اندازه‌گیری تغییرات حجمی مایعات و گازها

انبساط‌سنج (انگلیسی: Dilatometer) دستگاهی است برای مطالعه و اندازه‌گیری تغییرات حجم اجسام در یک فرایند فیزیکی یا شیمیایی. این دستگاه معمولاً از یک حباب متصل به لوله موئین مدرج تشکیل شده‌است.
دیلاتومتر، یک وسیله علمی است که تغییرات حجم در فرایندهای فیزیکی و شیمیایی را اندازه می‌گیرد. یکی از کاربردهای معروف دیلاتومتر در دماسنج‌های جیوه ای است که در آن تغییرات ارتفاع مایع داخل لوله شیشه ای خوانده می‌شود. به دلیل اینکه جیوه در محدوده دمای محیط، نرخ انبساط ثابتی دارد، لذا تغییرات حجم رابطه ای مستقیم با تغییرات دما خواهد داشت.

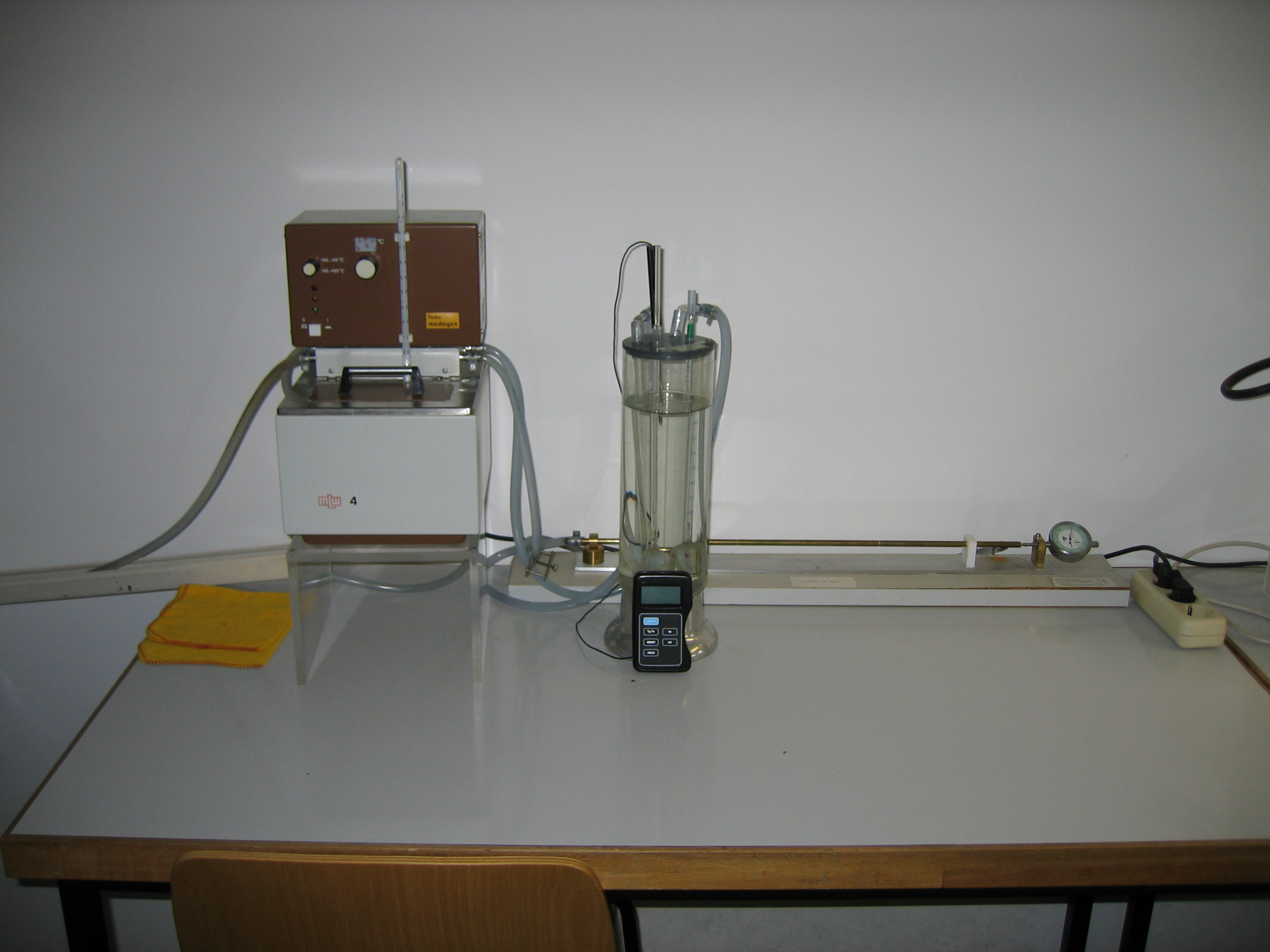
ساختمان یک دیلاتومتر ساده برای اندازه‌گیری تغییرات حجمی در اثر انبساط حرارتی

## کاربردها
کاربردهای دیلاتومتر به شرح زیر است:
- مطالعه آلیاژهای فلزی
- تغییر شکل مارتنزیتی
- مطالعات مربوط به انبساط حرارتی
- اندازه‌گیری دمای گذار با توجه به انبساط و انقباض حجم داخل لوله
- نمایش فرایندهای واکنش شیمیایی، به خصوص واکنش‌هایی که تغییرات قابل توجه حجم را به همراه دارند.

گفتنی است که انبساط حرارتی یک پارامتر مهم مهندسی است.

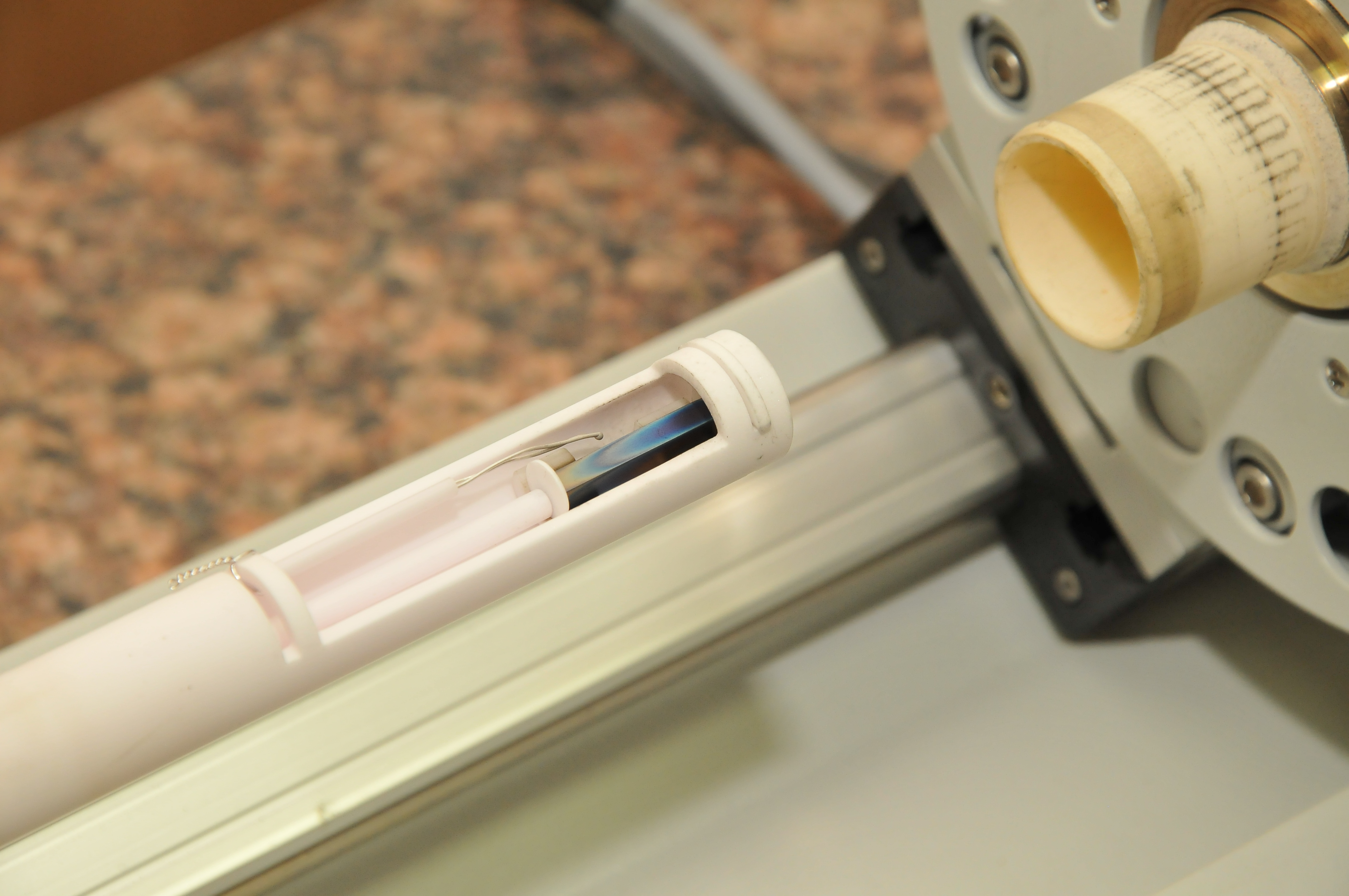
جایگذاری نمونه فولادی در دیلاتومتر

## انواع انبساط‌سنج
انبساط‌سنج‌ها انواع مختلفی دارند، در ادامه به هریک از آن‌ها می‌پردازیم:
- انبساط‌سنج‌های ظرفیتی، که یک صفحه موازی با یک صفحه ثابت و یک صفحه متحرک دارند. وقتی که طول نمونه تغییر می‌کند، در واقع صفحه متحرک جابجا می‌شود. در نتیجه فاصله بین صفحات تغییر می‌کند. ظرفیت انبساط‌سنج‌ها با فاصله بین صفحات رابطه معکوس دارند. دقت این نوع از انبساط‌سنج‌ها تا ۱۰ پیکومتر می‌تواند باشد.
- انبساط‌سنج‌های دارای میله اتصال: در این حالت نمونهٔ مورد مطالعه داخل یک کوره قرار دارد. یک میله اتصال انبساط حرارتی نمونه را به یک کرنش سنج منتقل می‌کند. به دلیل اینکه سیستم اندازه‌گیری (میله اتصال) نیز به اندازه دمای نمونه افزایش می‌یابد لذا باید با استفاده از روابط مربوط به انبساط خطای حاصل از آن را نیز بر طرف نمود. استفاده از مواد با ضریب انبساط کم و ساختارهای دیفرانسیلی، می‌توان خطاهای حاصل از انبساط حرارتی میله اتصال را به حداقل رساند.
- انبساط‌سنج‌های لیزری با بزرگنمایی بالا: با کمک این انبساط‌سنج‌ها می‌توان به بزرگنمایی‌های بالا و دقت‌های بسیار خوبی دست پیدا کرد. به طوری که بزرگنمایی‌ها تا پیکومتر نیز می‌رسند. با استفاده از روش‌های اندازه‌گیری در این نوع دیلاتومتر می‌توان حتی به بزرگنمایی‌های بالاتر و همچنین اندازه‌گیری‌های دقیق تر بدون نیاز به کالیبراسیون دست پیدا کرد.
- انبساط‌سنج‌های نوری: وسیله ای مناسب برای اندازه‌گیری تغییرات ابعاد نمونه در محدوده دمایی ۲۵ درجه سانتیگراد تا ۱۴۰۰ درجه سانتیگراد می‌باشد. انبساط‌سنج‌های نوری اجازه ثبت و نمایش ادغام و انبساط مواد را بدون برخورد با نمونه می‌دهند. این روش بدین صورت است که بخش نوری به دوربین‌های دیجیتالی متصل هستند که با ضریب بزرگنمایی ۷۰ میکرو متر در هر پیکسل از نمونه در حال انبساط به صورت تابعی از دما عکس برداری می‌کند. به دلیل اینکه این سیستم اجازه ثبت تغییرات حجمی و طولی ماده در اثر تغییرات دما را بدون هیچگونه تماس با نمونه مهیا کرده‌است، لذا از این انبساط‌سنج‌ها می‌توان برای بررسی مواد با انعطاف‌پذیری بالا مانند پلیمرها، به خوبی مواد تردتر مانند سرامیک‌ها استفاده کرد.

برای اندازه‌گیری راحت‌تر در محدوده دمایی ۰ تا ۱۰۰ درجه سانتیگراد، می‌توان از آب مایع استفاده کرد. اگر هدف اندازه‌گیری ضریب انبساط خطی جسم است آب داغ می‌تواند داخل لوله ای از جنس همان فلز عبور کند؛ لذا دمای لوله تا دمای فعلی آب افزایش خواهد یافت و انبساط نسبی می‌تواند به عنوان تابعی از دمای آب محاسبه شود.
همچنین می‌توان انبساط‌های حجمی را نیز برای مایع‌هایی که داخل مخزن‌های شیشه ای پر از آب قرار دارند محاسبه کرد. بدین صورت که اگر دمای آب افزایش پیدا کند، مایع نمونه نیز منبسط شده و تغییرات حجم ثبت می‌شود. اگر چه لازم است تا انبساط حرارتی خود مخزن نیز در نظر گرفته شود.
گفتنی است که انبساط و انقباض گازها با استفاده از انبساط‌سنج‌ها امکان‌پذیر نیست. زیرا فشار در گازها اهمیت پیدا می‌کند. برای اندازه‌گیری انبساط گازها می‌توان از دماسنج‌های گازی استفاده کرد.
انبساط‌سنج‌ها معمولاً سیستمی برای کنترل دما نیز دارند. ممکن است از یک کوره برای اندازه‌گیری در دماهای بالا یا از یک سرماسنج برای اندازه‌گیری در دماهای پایین‌تر از دمای اتاق استفاده شود. برای اندازی‌گیری با انبساط‌سنج‌ها در متالورژی معمولاً از یک سیستم کنترل حرارت پیچیده برای ایجاد یک نمودار دما- زمان دقیق استفاده می‌شود.